# Филипп де Витри

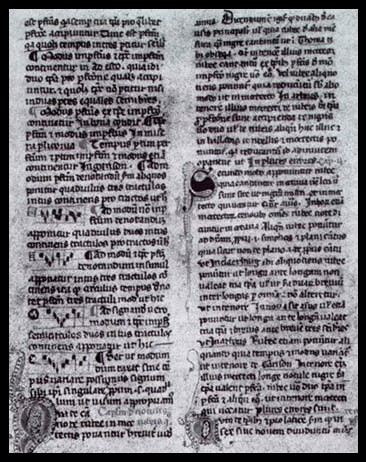
Фрагмент трактата «Ars nova» Филиппа де Витри. Источник: I-Rvat Barberini 307, f.20r.

Фили́пп де Витри́ (фр. Philippe de Vitry, также Филипп Витрийский, 1291—1361) — католический епископ епархии Мо, французский композитор и теоретик музыки, изменивший систему нотации и ритмики. Автор трактата «Новое искусство» (лат. Ars nova), именем которого называется период в истории западноевропейской музыки.

## Биография
Родился на северо-востоке Франции (вероятно, в Шампани или в Витри под Аррасом). Судя по употреблению титула «магистр», вероятно, преподавал в Парижском университете. Служил при дворах Карла IV, Филиппа VI и Иоанна II, одновременно был каноником церквей в Париже, Клермоне и Бове. Написал «Ars nova» между 1320 и 1325. Известно, что Витри служил в свите «авиньонского» папы Климента VI. В 1346 участвовал в осаде Авиньона, в 1351 стал епископом города Мо (этот епископат покрывал земли современного департамента Сена и Марна). Много путешествовал, в том числе по дипломатическим делам, умер в Париже.

## Творчество
Витри уверенно приписывают 14 мотетов (в т.ч. те, что включены в Иврейский кодекс и в сборник «Роман о Фовеле»). В отношении ещё примерно 15 мотетов авторство Витри оспаривается. Мотеты Витри написаны по большей части в изощрённой технике изоритмии.
Ватиканская (I-Rvat Barb. lat. 307, ff.17r-20v) рукопись «Ars nova» — единственная полная версия трактата. Важны также две фрагментарные парижские рукописи: F-Pn lat. 14741, ff.4-5 и F-Pn lat. 7378a, ff.61v-62r. Вероятно, трактат «Ars nova» содержал первую (ныне утраченную) часть, посвящённую анализу многоголосной музыки XIII века («Ars antiqua»). 

## Рецепция
Уже во 2-й половине XIV века получили распространение трактаты о контрапункте под именем Витри, которые учёные XX века определили как анонимные, принадлежащие его школе. О раннем признании Витри-композитора свидетельствует голландский теоретик Иоанн Боэн (ум. 1367), который свои теоретические тезисы иллюстрирует исключительно цитатами из его мотетов. 
В XX веке критическое издание трактата Витри осуществили Гилберт Рини, Андре Жиль и Жан Маяр в 1986 г., в серии Corpus scriptorum de musica, vol. 8. Критическое издание музыкальных сочинений Витри осуществил в 1956 году Лео Шраде (в серии Polyphonic Music of the Fourteenth Century, vol. 1).

## Сочинения (мотеты Витри)
Примечание. Нумерация мотетов в скобках — по изданию Л. Шраде (PMFC. vol.1). Сокращение RdF = Roman de Fauvel
1. Aman novi / Heu Fortuna subdula / Heu me, tristis est anima mea (№ 2; RdF)
2. Colla jugo / Bona condit / Libera me Domine (№ 9)
3. Cum statua Nabucodonasor / Hugo princeps invidie / Magister invidie (№ 8)
4. Douce playsence / Garison selon nature / Neuma quinti toni (№ 5)
5. Firmissime fidem teneamus / Adesto sancta trinitas / Alleliua. Benedictus (RdF)
6. Floret cum vana gloria / Florens vigor / Neuma[7]
7. Garrit Gallus / In nova fert / Neuma (RdF)
8. Impudenter circuivi / Virtutibus laudabilis / Contratenor / Tenor (№ 11)
9. O canenda vulgo / Rex quem metrorum / Contratenor / Rex regum (№ 14)
10. Orbis orbatus / Vos pastores adulteri / Fur non venit (RdF)
11. Petre clemens / Lugentium siccentur / Tenor (№ 12)
12. Tribum que non abhorruit / Quoniam secta latronum / Merito hec patimur (№ 3; RdF)
13. Tuba sacre fidei / In arboris empiro / Virgo sum (№ 10)
14. Vos qui admiramini / Gratissima virginis species / Contratenor / Gaude gloriosa (№ 7)